# Kringvarp Føroya
Kringvarp Føroya (KVF) är en mediekoncern på Färöarna. Koncernen bildades genom en sammanslagning av TV-kanalen Sjónvarp Føroya och radiokanalen Útvarp Føroya  den 1 januari 2005, och är baserad i Tórshavn. Ett populärt program är 15 tær bestu - 'De 15 bästa' - med Heðin Arge Jensen. KVF är medlem i Nordvision.